# 91-es busz (Budapest)
A budapesti 91-es jelzésű autóbusz a Széll Kálmán tér és a Nyugati pályaudvar között közlekedik. A vonalat a Budapesti Közlekedési Zrt. üzemelteti.
A 291-es busszal megegyező útvonalon halad a Nyugati pályaudvar és a Szilágyi Erzsébet fasor között, amely szakaszon a nap nagy részében (a késő esti időszakot leszámítva) felváltva közlekednek.

## Története
1958. november 15-én 91-es jelzéssel új járatot indítottak a Bécsi út (Kolosy tér) és a Nagybányai út között a Szépvölgyi út – Pusztaszeri út – Törökvész út útvonalon. 1958. december 8-án végállomása a Kolosy térről átkerült a Margit utcához és a 11-es busz megszűnő útvonalán (a Vérhalom teret is érintve) érte el a Nagybányai utat. 1959. február 2-án meghosszabbították a pesti Pannónia utcáig a Margit hídon keresztül. 1959. április 13-án a 11-es busz útvonal-módosítása miatt a 91-es buszok budai végállomása a Pusztaszeri köröndhöz került át.
1971. május 7-én 91Y jelzéssel új elágazó járat indult a Rajk László utca (a Pannónia utca új neve) és a Vérhalom utcai SZOT Gyógyüdülő között. Augusztus 20-án a Szemlőhegy utcáig hosszabbították, majd november 1-jétől a 91-es busz is hosszabb útvonalon járt, az Endrődi Sándor utcához került át a végállomása.
1977. január 1-jén a 91Y busz a 191-es jelzést kapta, útvonala nem változott.
1981. december 30-án a 3-as metró Deák tér–Élmunkás tér (ma Lehel tér) szakaszának átadása miatt a 91-es és 191-es buszok Rajk László utca végállomását a Marx térre helyezték. (ma Nyugati tér).
2008. szeptember 6-án a 91-es buszok az Endrődi Sándor utcai végállomása a Moszkva térre került át, ezt a Gábor Áron utca és Szilágyi Erzsébet fasor útvonalon érték el, az Endrődi Sándor utcáig a 91A jelzésű betétjárat közlekedett volna, de végül 291-es jelzéssel a zugligeti Libegőig indítottak járatot a megszűnő 158-as busz pótlására.
2012. január 2-án a 191-es, 2013. március 2-án pedig a 91-es és 291-es járatokon is bevezették az első ajtós felszállási rendet.
2015. január 19-étől december 12-éig a 91-es buszt a Széll Kálmán tér átépítése miatt meghosszabbították a Királyhágó térig a kettévágott 61-es villamosok közti átszállás könnyítésére.

## Útvonala
| Nyugati pályaudvar felé |
| Széll Kálmán tér M vá. – Szilágyi Erzsébet fasor – Gábor Áron utca – Pusztaszeri út – Cimbalom utca – Vérhalom tér –Mandula utca – Szemlőhegy utca – Rómer Flóris utca – Margit körút – Margit híd – Szent István körút – Nyugati pályaudvar M vá.                |
| Széll Kálmán tér felé |
| Nyugati pályaudvar M vá. – Szent István körút – Margit híd – Margit körút – Margit utca – Rómer Flóris utca – Szemlőhegy utca – Mandula utca – Vérhalom tér – Cimbalom utca – Pusztaszeri út – Gábor Áron utca – Szilágyi Erzsébet fasor – Széll Kálmán tér M vá. |

## Megállóhelyei
| 0  | Széll Kálmán tér M végállomás                   | 26 | 4, 6, 17, 56, 56A, 59, 59A, 59B, 61 5, 16, 16A, 21, 21A, 22, 22A, 39, 102, 116, 128, 129, 139, 140, 140A, 149, 155, 156, 221, 222 781, 782, 783, 784, 785, 786, 787, 789, 791, 793, 794, 795 | Autóbusz-állomás, Metróállomás, Volánbusz-állomás, Mammut bevásárlóközpont                |
| 1  | Nyúl utca                                       | 24 | 56, 56A, 59, 59B, 61 5, 155, 156 |                                                                                           |
| 1  | Városmajor                                      | 23 | 56, 56A, 59, 59B, 60, 61 5, 22, 22A, 155, 156, 222 | Fogaskerekű-állomás                                                                       |
| 3  | Szent János Kórház                              | 22 | 56, 56A, 59, 59B, 60, 61 22, 22A, 128, 129, 155, 156, 222 781, 782, 783, 784, 785, 786, 787, 789, 791, 793, 794, 795                                                                         | Szent János Kórház, Fogaskerekű-állomás                                                   |
| 4  | Nagyajtai utca                                  | 21 | 56, 56A, 59B, 61 129 |                                                                                           |
| 5  | Gábor Áron utca (↓) Szilágyi Erzsébet fasor (↑) | 19 | 291 |                                                                                           |
| 6  | Gábor Áron utca / Pasaréti út                   | 18 | 5, 291 |                                                                                           |
| 7  | Orló utca                                       | 17 | 291 |                                                                                           |
| 8  | Bimbó út / Gábor Áron utca                      | 16 | 149, 291 |                                                                                           |
| 9  | Endrődi Sándor utca                             | 15 | 291 | Rózsakert bevásárlóközpont                                                                |
| 10 | Pusztaszeri körönd                              | 14 | 11, 111, 291 |                                                                                           |
| 11 | Vend utca                                       | 13 | 291 |                                                                                           |
| 12 | Cimbalom utca                                   | 12 | 291 |                                                                                           |
| 14 | Vérhalom tér                                    | 11 | 291 |                                                                                           |
| 15 | Mandula utca                                    | 10 | 191, 291 |                                                                                           |
| 16 | Rómer Flóris utca (↓) Szemlőhegy utca (↑)       | 9  | 191, 291 |                                                                                           |
| 17 | Zivatar utca                                    | 8  | 191, 291 |                                                                                           |
| 18 | Margit körút (↓) Apostol utca (↑)               | 6  | 191, 291 |                                                                                           |
| 20 | Margit híd, budai hídfő H                       | 4  | 4, 6, 17, 19, 41 9, 26, 191, 226, 291 | HÉV-állomás, Margit híd                                                                   |
| 23 | Jászai Mari tér                                 | 1  | 2, 2B, 4, 6, 23 75, 76 9, 15, 26, 191, 226, 291 | Margit híd                                                                                |
| 25 | Nyugati pályaudvar M végállomás                 | 0  | 4, 6 72, 73 9, 26, 191, 226, 291 S21 S50 Z50 S70 G70 Z70 S71 G71 S72 Z72 IC, EC, sebesvonat                                                                                                  | Nyugati pályaudvar, Metróállomás, Autóbusz-állomás, Westend bevásárlóközpont, Skála Metró |